# Taxe de solidarité sur les billets d'avion
La taxe de solidarité sur les billets d'avion (TSBA), aussi appelée taxe Chirac, est une taxe internationale prélevée sur le prix des billets pour financer l'organisme international Unitaid.
Elle est proposée initialement par les présidents français Jacques Chirac et brésilien Luiz Inácio Lula da Silva et adoptée par cinq pays lors de la conférence ministérielle de Paris sur les financements innovants du développement le 14 septembre 2005. Les 5 pays fondateurs sont la France, le Royaume-Uni, la Norvège, le Brésil et le Chili. Initialement 30 pays s'étaient engagés à la mettre en place mais en 2013, seuls neuf pays appliquent cette taxe sur les billets d'avion : le Cameroun, le Chili, la république du Congo, la France, Madagascar, le Mali, la Maurice, le Niger et la Corée du Sud.
Le Royaume-Uni, l’Autriche, la Norvège, l’Allemagne et la Suède prélèvent des taxes sur les billets d'avion.
En France, la taxe de solidarité sur les billets d'avion est majorée depuis 2020 par une éco-contribution.

## Montant et assiette
Cette taxe concerne l'ensemble des billets d'avion des vols au départ d'un des pays participants. Les vols intérieurs ne sont taxés que dans certains d'entre eux, dont la France. Certains pays, comme le Gabon, ne taxent pas la classe économique[réf. nécessaire].
Initialement 30 pays s'étaient engagés à mettre en place cette taxe mais en 2013, seuls neuf pays appliquent cette taxe sur les billets d'avion : le Cameroun, le Chili, la république du Congo, la France, Madagascar, le Mali, Maurice, le Niger et la Corée du Sud. Plusieurs pays européens ont mis en place des taxes sur les billets d'avion : le Royaume-Uni (Air Passenger Duty depuis 1994), l’Autriche, la Norvège, l’Allemagne (Taxe sur le trafic aérien (Allemagne) (de)) et la Suède ; la Norvège contribue en allouant une partie de sa taxe sur les émissions de CO2[réf. nécessaire].
En France, cette taxe dont le montant n'avait pas évolué depuis 2006, date de son instauration, est revalorisée le 1er avril 2014 de 12,7 %.
Elle rapporte en France 1 milliard d'euros de 2006 à 2012, dont 185 M€ en 2012. En 2016, sa recette s'éleve à 230 M€. Son produit est affecté au Fonds de solidarité pour le développement dans la limite d'un plafond fixé à 210 M€ ; à compter de la loi de finances rectificative pour 2016, le solde est affecté au budget annexe contrôle et exploitation aériens (BACEA) de la Direction générale de l'Aviation civile (DGAC).
Le 17 octobre 2019, l'Assemblée nationale adopte en première lecture, dans le cadre du projet de loi de finances 2020, une disposition instaurant au 1er janvier 2020 une éco-contribution sur les billets d'avion venant majorer la taxe de solidarité sur les billets d'avion. Elle devrait rapporter 180 M€ qui seront affectés au financement des infrastructures de transport via l'Agence de financement des infrastructures de transport de France (Afitf). Le barème de la taxe de solidarité sur les billets d'avion est donc modifié pour la deuxième fois,, :
| Entrée en vigueur                                                  | Vols vers la France, l'UE, les pays de l'EEE ou la Suisse | Vols vers la France, l'UE, les pays de l'EEE ou la Suisse | Vols vers les autres pays | Vols vers les autres pays          | Référence        |
| Entrée en vigueur                                                  | Classe économique                                         | Classe affaires et première classe                        | Classe économique         | Classe affaires et première classe | Référence        |
| ------------------------------------------------------------------ | --------------------------------------------------------- | --------------------------------------------------------- | ------------------------- | ---------------------------------- | ---------------- |
| 1er juillet 2006                                                   | 1 €                                                       | 10 €                                                      | 4 €                       | 40 €                               | [ Légifrance 1 ] |
| 1er avril 2014                                                     | 1,13 €                                                    | 11,27 €                                                   | 4,51 €                    | 45,07 €                            | [ Légifrance 2 ] |
| 1er janvier 2020 - dont taxe de solidarité - dont éco-contribution | 2,63 € 1,13 € 1,50 €                                      | 20,27 € 11,27 € 9 €                                       | 7,51 € 4,51 € 3 €         | 63,07 € 45,07 € 18 €               | [ Légifrance 3 ] |

Le 6 février 2025, le parlement adopte le budget 2025 qui inclut une réforme de la TSBA et une augmentation de son barème au 1er mars 2025, qui devraient générer un peu plus de 800 millions d'euros de recettes supplémentaires, dont 100 millions pour l'aviation d'affaires. Les recettes sont affectées à l’AFITF pour 252 millions d'euros et le solde est versé au budget de l’État. Le Fonds de solidarité pour le développement perd les 210 millions d'euros qui lui étaient affectés dans le budget précédent. Le texte finalement adopté ne prévoit pas de « tarif particulier ou d’exonération pour la Corse ou pour l’Outre-mer », mais il est prévu « un soutien budgétaire à la Corse et à l’Outre-mer pour la continuité territoriale »,.
|                                     | Classe économique | Classe affaires et première | Aéronef d’affaires (turbopropulseur) | Aéronef d’affaires (turboréacteur) |
| ----------------------------------- | ----------------- | --------------------------- | ------------------------------------ | ---------------------------------- |
| Destination européenne ou assimilée | 7,40 €            | 30 €                        | 210 €                                | 420 €                              |
| Destination intermédiaire           | 15 €              | 80 €                        | 675 €                                | 1 015 €                            |
| Destination lointaine (>5 500 km)   | 40 €              | 120 €                       | 1 025 €                              | 2 100 €                            |

### Proposition de la Convention citoyenne pour le climat
La Convention citoyenne pour le climat estime dans ses conclusions rendues le 21 juin 2020 que le montant de l'éco-contribution est bien trop faible pour avoir un effet dissuasif. Elle propose de l’augmenter afin de mieux refléter les dommages environnementaux générés par l’aviation, avec un montant de 30 € par billet pour les vols inférieurs à 2000 km et 60 € pour les autres en classe économique, 180 € et 400 € en classe affaires, 360 € et 1 200 € en jet privé.
Selon l'étude d'impact réalisée par la Direction générale de l'Aviation civile (DGAC), la recette de la taxe de solidarité sur les billets d'avion passerait, du fait de l'augmentation de l'éco-contribution préconisée par la Convention citoyenne pour le climat, de 440 millions € en 2020 à 4,2 milliards € en 2021 (sur la base du trafic 2019). Pour Air France, le coût de l'éco-contribution, estimé à 60 millions d'euros dans sa version 2020, serait ainsi multiplié par 20. Ce choc fiscal causerait selon la DGAC une « perte de trafic comprise entre 14 % et 19 %, voire plus », et ferait perdre « entre 120 000 et 150 000 emplois » dans le transport aérien et l'aéronautique. La DGAC évalue la réduction des émissions de CO2 ainsi obtenue à 3,5 millions de tonnes sur un total de 441 millions de tonnes émises en France en 2019, toutes activités confondues, soit une baisse de 0,79 %,.
La proposition de la Convention citoyenne pour le climat d'augmenter la taxe de solidarité sur les billets d’avion n'a pas été reprise par la loi portant lutte contre le dérèglement climatique et renforcement de la résilience face à ses effets promulguée le 22 aout 2021. Son article 142 indique en préambule qu'« afin de contribuer efficacement à la réduction des émissions de gaz à effet de serre, l’État se fixe pour objectif que le transport aérien s'acquitte, à partir de 2025, d'un prix du carbone au moins équivalent au prix moyen constaté sur le marché du carbone pertinent, en privilégiant la mise en place d'un dispositif européen. Celui-ci ne remplace pas la taxe de solidarité sur les billets d'avion. » Il prévoit qu'en cas d'échec des négociations au niveau européen, des dispositions soient prises au niveau national, notamment l’augmentation du tarif de la taxe de solidarité, si le trafic aérien atteignait, en nombre de passagers, le trafic de l’année 2019.

## Origine
Cette taxe est née des travaux du groupe Landau mandaté en 2003 par Jacques Chirac pour réfléchir aux nouvelles contributions financières internationales.

## Critiques
L'ONG Unitaid serait « peu transparente » et aurait aidé la famille Clinton à travers des donations faites à la Fondation Clinton.
La taxe n'a pas rapporté autant que prévu initialement.
Les montants qui ne sont pas versés à UNITAID, 32 millions d'euros en 2018, servent à désendetter le budget annexe de l'aviation civile. À partir de 2019, cette somme devrait être réorientée vers l'Agence de financement des infrastructures de transport de France.
La France est le principal pays contributeur au fonds, sa contribution est évaluée à 60 % du financement de l'organisation. Dans la mesure où il propose le plus de vols au départ d'un aéroport français (environ 2300/jour), le groupe Air France-KLM est le plus affecté, ce qui le fragilise face à la concurrence[réf. nécessaire].
Selon Les décodeurs du Monde, l'écotaxe mise en place en 2019 par le gouvernement Édouard Philippe, qui augmente la taxe de solidarité, représente « un montant trop faible pour avoir un effet », notamment pour « faire atteindre 150 euros la tonne de CO2 émise », niveau auquel « on peut faire baisser de 8,9 % toutes les émissions européennes, pas simplement celles de l’aviation civile et, dans le même temps, financer les alternatives comme le train à l’échelle du continent », selon une étude de l'ONG Transport et Environnement (T&E). L'article relève également que « le Royaume-Uni a mis en place une taxe semblable depuis 1994, dont le montant varie entre 14 et 86 euros par billet, la Air Passenger Duty, qui a permis à Londres de collecter 3,34 milliards d’euros par an, et de réduire – selon les estimations du ministère des finances britanniques – d’environ 300 000 tonnes les émissions de CO2 chaque année en décourageant l’usage de l’avion ».
Selon une étude réalisée par T&E en 2024, le niveau de taxation sur les billets  d'avion est « dérisoire comparé à ceux pratiqués par plusieurs autres pays européens ». En France, les voyageurs en classe économique paient 2,60 € de taxe pour un vol à l'intérieur de l'Europe, alors qu'ils paient 15,50 € en Allemagne, 15,40 € au Royaume-Uni, et 29 € aux Pays-Bas. Même constat pour les vols hors Union européenne : la taxe est de 7,50 € en France, contre 109 € en Grande-Bretagne et 70,80 € en Allemagne. Aux Pays-Bas, elle est identique à celle sur les vols intraeuropéens. Si la France s'alignait sur le Royaume-Uni, elle pourrait collecter 4 milliards d’euros en 2025 contre seulement 0,52 milliard au barème en vigueur en 2024 et cela rapporterait chaque année 3,5 milliards d'euros de recettes fiscales supplémentaires au budget de l'État.

### Textes officiels
1. ↑   France. « Loi n° 2005-1720 du 30 décembre 2005 de finances rectificative pour 2005 », art. 22 [lire en ligne]
2. ↑   France. « Arrêté du 25 mars 2014 portant actualisation à compter du 1er avril 2014 des tarifs de la taxe de l'aviation civile prévue à l'article 302 bis K du code général des impôts » [lire en ligne]
3. ↑   France. « Loi n° 2019-1479 du 28 décembre 2019 de finances pour 2020 », art. 72 [lire en ligne]